# آشوت قازاریان
آشوت سورنی قازاریان (ارمنی: Աշոտ Սուրենի Ղազարյան؛ زادهٔ ۱۵ مه ۱۹۴۹ در ایروان) بازیگر، خواننده، شومن، مجری اهل ارمنستان است. وی از سال ۱۹۶۷ میلادی تاکنون مشغول فعالیت بوده‌است. وی در بین سال‌های ۱۹۶۸ تا ۱۹۷۳ در آکادمی هنرهای زیبای ایروان تحصیل نموده‌است. قازاریان بین سال‌های ۱۹۶۷–۶۸ و ۱۹۷۵–۷۶ در تئاتر نمایشی هراچیا غاپلانیان به عنوان هنرپیشه فعالیت نمود. وی بین سال‌های ۱۹۷۳–۷۴ نیز در فرهنگستان دولتی تئاتر سوندوکیان فعالیت نمود.

## گزیده فیلمشناسی
از فیلم‌ها یا برنامه‌های تلویزیونی که وی در آن نقش داشته‌است می‌توان به حیاط ما، سه هفته در ایروان اشاره کرد.

## جوایز و افتخارات
وی همچنین برندهٔ جوایزی همچون مدال موسس خورناتسی (۲۰۰۱)، مدال گارگین نژده (۲۰۰۱)، شهروند افتخاری ایروان (۲۰۰۶)، مدال طلای یادبود فریتیوف نانسن (۲۰۰۱) شده‌است. وی در سال ۲۰۱۴ به عنوان هنرمند مردمی ارمنستان و در سال ۲۰۰۵ به عنوان هنرمند افتخاری ارمنستان برگزیده شد.